# Mario Martinez (haltérophilie)
Pour les articles homonymes, voir Mario Martinez et Martinez.
Mario Alvarez Martinez (né le 6 juillet 1957 à Salinas (Californie) et mort le 14 janvier 2018 à Dublin (Californie) est un haltérophile américain.
Il est vice-champion olympique en 1984 à Los Angeles en plus de 110 kg et vice-champion du monde en 1984.
Il remporte trois médailles lors des Jeux panaméricains : une médaille d'or aux Jeux de 1987, une médaille d'argent en 1991 et une en bronze lors des Jeux 1995. Il est aussi sacré dix fois champion des États-Unis, de 1982 à 1989, en 1991 et 1992.